# Franz Schädler (Fussballspieler)
Franz Schädler (* 3. Februar 1968 in Vaduz) ist ein ehemaliger liechtensteinischer Fussballspieler.

## Karriere

### Verein
In seiner Jugend spielte Schädler für den FC Triesenberg, bei dem er dann in den Herrenbereich befördert wurde. 2003 schloss er sich auf Leihbasis dem Hauptstadtklub FC Vaduz an. Nach seiner Rückkehr zum FC Triesenberg wechselte er fest zum FC Vaduz, bevor er ein weiteres Mal beim FC Triesenberg unterschrieb. Anschliessend wurde er an den FC Balzers verliehen.
Daraufhin kehrte er wieder zum FCT zurück, für den er bis zu seinem Karriereende aktiv war.

### Nationalmannschaft
Schädler gab sein Länderspieldebüt in der liechtensteinischen Fussballnationalmannschaft am 11. Oktober 1995 beim 0:4 gegen Nordirland im Rahmen der Qualifikation zur Fussball-Europameisterschaft 1996. Bis 1997 war er insgesamt zwölf Mal für sein Heimatland im Einsatz.